# Cinetorhynchus rigens
Cinetorhynchus rigensは、サラサエビ科アカモンサラサエビ属に分類されるエビの一種。英語名メカニカル・シュリンプ（mechanical shrimp）、アトランティック・ダンシング・シュリンプ（Atlantic dancing shrimp）、レッド・ナイト・シュリンプ（Red night shrimp）、レッド・コーラル・シュリンプ（Red coral shrimp）、スペイン語名カマロン・バイラドール（Camaròn bailador）、ポルトガル語名カマラオ・マリャード（Camarão malhado）、カマラオ・オルナメンタル（Camarão ornamental）、カマラオ・バイラリーノ（Camarão bailarino）。アカモンサラサエビ属の模式種。熱帯に位置する大西洋の沿岸に生息している。

## 形態
サラサエビ科の他の種と同様に上方に反った額角と、折りたためる顎脚を有する 。胴体、特に頭胸部はがっちりしており、8cmに達する。額角の棘は上縁に大型のものが3歯、小型のものが2歯、下縁に8または9歯が見られる。眼は、円形で眼柄よりも大きな角膜が顕著な特徴となっている。第3腹節には突起部を有する。第1歩脚の先端は鋏状となっており、他の歩脚はより細くなっている。体色は一般的に赤と白、頭胸部は白に紅斑、腹節と脚は赤と白の横縞である。夜間には一部の白色が脚の付け根にある色素胞により失われ、より暗い色彩となる。卵は黄色または橙色であり、卵巣にある時期は頭胸部が、抱卵期には腹部が黄色がかって見える。

## 分布
熱帯に位置する大西洋に見られる。生息範囲は、ポルトガル南部から赤道に至るまでの範囲（アゾレス諸島、マデイラ諸島、カナリア諸島、カーボベルデ）とメキシコ湾、カリブ海、バミューダ南方からブラジルに至る範囲である。イザベラ・ゴードンによりマデイラ諸島のものをタイプとして1936年に記載された。さらに琉球諸島で発見された個体が、1975年に藤野隆博により本種と同定され、和名はアカモンサラサエビとされていたが、後に西太平洋に分布するアカモンサラサエビは異なる種であることが判明し、1997年にCinetorhynchus erythrostictusとして記載された。2014年時点で狭義のC. rigensに対応する標準和名はない。通常深度10m未満の、岩場あるいはサンゴ礁の裂け目や穴で見つかっている。	

## 生態
英語名の「ダンシング・シュリンプ」は、見つけた時に断続的に動いている様から付けられている。摂食については知られていないが、腐食生物のように小型の無脊椎動物や有機物を食べると考えられている。排泄物を調査したところ、海綿の骨片、軟体動物の殻の破片、藻類が見つかっている。夜行性で、日中は隠れており、時折岩の裂け目で大きな群れをなす。Diadema antillarum（ガンガゼ属の一種）と月齢に応じた共生関係が見られ、しばしばイソギンチャク（Telmatactis cricoides、Bartholomea annulata、Condylactis gigantea、Lebrunia neglecta）とも共生関係が見られる。魚類、頭足類、より大きな甲殻類により捕食される。カリブ海ではミノカサゴ属の侵略的外来種であるハナミノカサゴやPterois milesによって捕食されている。